# Home Entertainment Suppliers
Home Entertainment Suppliers — австралийская компания, распространяющая компьютерные игры и игровое оборудование. Офисы HES находятся в Ривервуде, Сидней. Основателем и управляющим директором HES является г-н Себастьян Джомпаоло.
Они начали распространять игры для Commodore 64, такие как Pitfall! в 1982 году и "Kung-Fu Master" в 1985 году, а также игры для Atari 2600, приближающиеся к концу 1980-х годов под названием Activision.
HES по-прежнему остается доминирующим дистрибьютором в Австралии, несмотря на то, что он не очень хорошо известен. В настоящее время HES является дистрибьютором джойстиков Mad Catz, Saitek и Gamester, кабелей, карт памяти и другой периферии. HES также остается официальным австралийским дистрибьютором Action Replay.
Довольно большое количество программного обеспечения в настоящее время также распространяется HES для Windows, Xbox, PlayStation 2 и Game Boy Advance издательствами ZOO Digital Publishing, Tru Blu Entertainment и Phantagram.
В прошлом HES завоевала репутацию благодаря разработке и распространению некоторых интересных периферийных устройств, таких как контроллеры auto fire, адаптеры питания Game Boy, преобразователи Master System для Mega Drive и адаптеры для игр NES, таких как HES Unidaptor и HES Unidaptor MKII.
В 1999 году компания создала издательское подразделение Tru Blu Entertainment для программного обеспечения, созданного компанией, включая популярные игры NRL Rugby League и AFL Live.